# Кастелето (Новара)
Кастелето је насеље у Италији у округу Новара, региону Пијемонт.
Према процени из 2011. у насељу је живело 105 становника. Насеље се налази на надморској висини од 212 м.